# Емма Пулі
Емма Пулі  (англ. Emma Pooley, 3 жовтня 1982) — британська велогонщиця, олімпійська медалістка.

## Виступи на Олімпіадах
| Олімпіада  | Дисципліна                         | Місце |
| ---------- | ---------------------------------- | ----- |
| Пекін 2008 | особиста шосейна гонка             | 23    |
| Пекін 2008 | шосейна гонка з роздільним стартом | 2     |